# Konstantin G. Mostras
Konstantin Georgijevič Mostras (16. dubna 1886 Ardzhenka - 6. září 1965 Moskva) byl ruský houslista, pedagog a hudební skladatel.
Do roku 1914 studoval na Hudebně-dramatické škole společnosti moskevské filharmonie, v letech 1914-1922 na této škole vyučoval. Od roku 1922 učil hru na housle na Moskevské konzervatoři, kde se posléze stal vedoucím houslového oddělení a v roce 1931 představil svou vlastní novou výukovou techniku houslové hry. Od roku 1922 do roku 1932 byl jedním z ředitelů Persimfans, tedy prvního symfonického orchestru bez dirigentů.
Navzdory svým hudebním aktivitám se nejvíce zapsal do dějin jako učitel, který hrál významnou roli v rozvoji Sovětské houslové školy. Mezi jeho žáky byli Ivan Galamian nebo Michail Terian. Napsal a editoval nespočet instruktážních spisů a transkripcí pro housle, včetně vydání Houslového koncertu Petra Iljiče Čajkovskovského ve spolupráci s Davidem Oistrakhem a s komentářem ohledně houslové techniky (Moskva, 1947).
Angažoval se také na poli skladatelském, mezi jeho nejhranější skladby patří Východní tanec.

## Spisy
- Intonatsiya na skripke [Houslová intonace], (Moskva a Leningrad, 1947, 2/1963; Ger. trans., 1961)
- Ritmicheskaya distsiplina skripacha [Rytmická kázeň houslisty], (Moskva, 1951; Ger. trans., 1959)
- Dinamika v skripichnom iskusstve [Dynamika umění houslové hry], (Moskva, 1956)
- Sistema domashnikh zanyatiy skripacha [Systém domácího studia houslisty], (Moskva, 1956)
- Metodicheskiy komentariy k 24 kaprisam dlya skripki sólo N. Paganini [Technický komentář k Paganiniho 24 Capricciím pro sólové housle], (Moskva, 1959)
- I. M. Yampol'sky/R